# ستايسي كيمب
ستايسي كيمب (بالإنجليزية: Stacey Kemp)‏ هي متزلجة فنية بريطانية، ولدت في 25 يوليو 1988 في برستون في المملكة المتحدة.

## وصلات خارجية
- ستايسي كيمب على موقع الاتحاد الدولي للتزلج (الإنجليزية)
- ستايسي كيمب على موقع أوليمبيديا (الإنجليزية)
- ستايسي كيمب على موقع اللجنة الأولمبية البريطانية (الإنجليزية)